# 兄弟 (2017年電影)
《兄弟》（韓語：부라더）是一部2017年上映的韓國喜劇電影，改編自該片導演張宥貞編劇、作詞的韓國原創音樂劇《兄弟很勇敢》，由馬東石、李東輝、李荷妮主演，2017年11月2日在韓國上映。
该片在韩国上映第9天，于2017年11月10日突破100万观影人次的损益平衡点。

## 劇情簡介
李石峰（馬東石飾（是一名貧窮的歷史老师，從小的夢想就是成為印第安那瓊斯，希望可以找到寶藏，所以到處買進先進設備因而負債累累。而他的弟弟李柱峰（李東輝飾）在建築公司工作。兄弟倆因父親的葬禮回到故鄉安東市。兄弟兩人在回鄉途中偶遇，在車上吵架時，意外撞上一位神秘女子，在神秘女子的引導下，石峰認為自己尋覓已久的寶藏就在腳下的土地，而柱峰則在上司的指示下，哄騙鄉親簽下開發同意書。

## 演員陣容

### 主要人物
- 馬東石 飾演 李石峰
- 李東輝 飾演 李柱峰
- 李荷妮 飾演 歐若拉／順麗（青年時期）

### 其他人物
- 宋永彰 飾演 堂叔
- 趙宇鎮 飾演 李未峰
- 宋尚恩 飾演 未峰的妻子
- 鄭宰鎮 飾演 再從祖
- 許成泰 飾演 和尚／炯裴
- 李智荷 飾演 堂嬸
- 蔡東炫 飾演 法正
- 鄭順元 飾演 高組長
- 孫英順 飾演 憤怒的奶奶
- 朴正杓 飾演 朴氏
- 安世浩 飾演 安氏
- 韓國振 飾演 申氏
- 李鳳輦 飾演 堂嫂

### 友情出演
- 池昌旭 飾演 李春裴（青年時期）
- 吳萬石 飾演 吳代表
- 金康鉉 飾演 韓志
- 徐鉉哲 飾演 魯巖宗孫
- 崔志浩 飾演 派出所所長

### 特別出演
- 全茂松 飾演 李春裴（老年時期）
- 成炳淑 飾演 順麗（老年時期）
- 徐睿知 飾演 莎拉

## 製作
主体拍摄於2017年1月6日開始進行，同年3月5日殺青。